# Pilocamptus jeanneli
Pilocamptus jeanneli is een eenoogkreeftjessoort uit de familie van de Canthocamptidae. De wetenschappelijke naam van de soort is voor het eerst geldig gepubliceerd in 1936 door Chappuis.